# Johann Christoph Lauterbach
Johann Christoph Lauterbach   (Kulmbach, 24 de juliol de 1832 - Dresden, 28 de març de 1918), fou un violinista alemany.
Estudià en la Reial Escola de Música de Würzburg, i completà la seva formació musical amb Bériot, a Brussel·les. Després de diversos viatges en els quals feu concerts amb gran èxit, fou director concertista del Conservatori de Múnic, des d'on passà el 1861 al de Dresden, treballant en aquest, primer de director concertista i després de professor, fins al 1877.
Deixà peces per a violí i una sèrie de concerts clàssics del mateix instrument.